# Rolv Gjessing

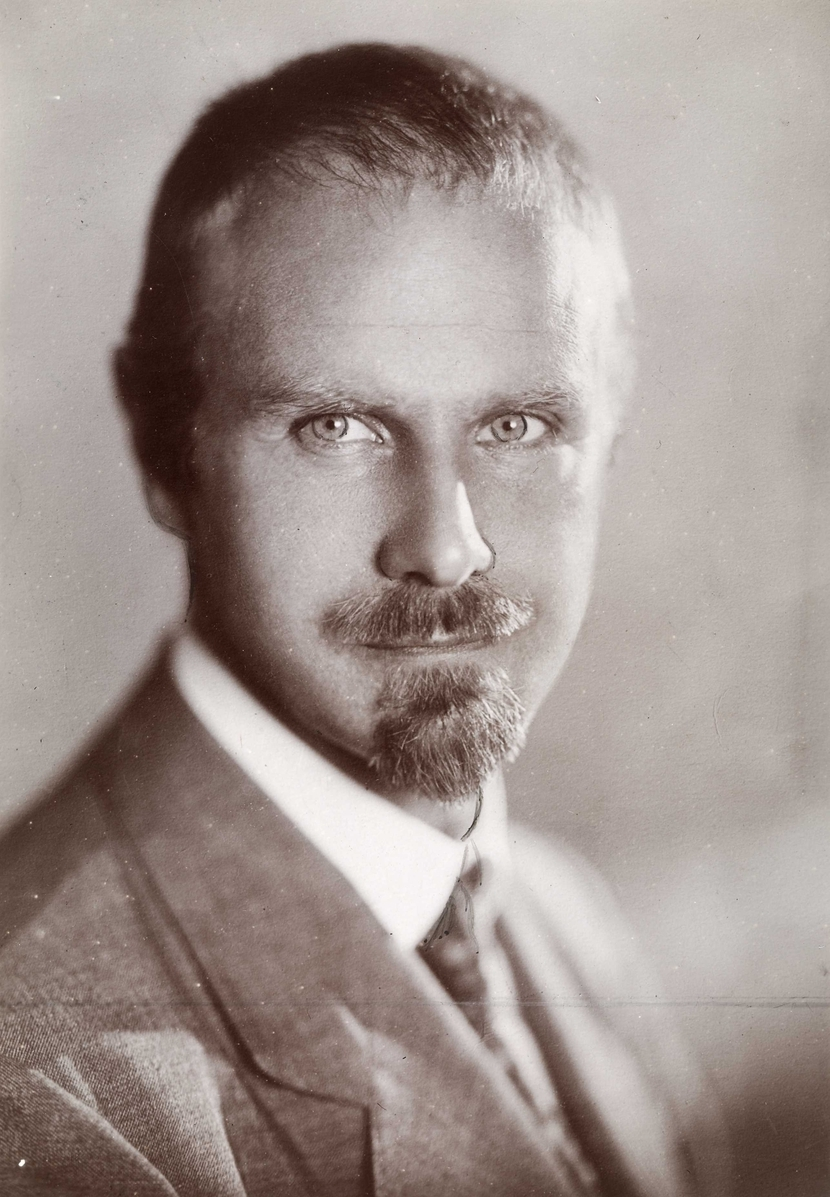
Rolv Gjessing

Rolv Ragnvaldsøn Gjessing (ur. 26 czerwca 1887 w Lindås, zm. 11 marca 1959 w Lom) – norweski lekarz psychiatra. Zajmował się głównie zagadnieniem katatonii; opisał jej szczególną postać, katatonię okresową, nazywaną niekiedy zespołem Gjessinga.

## Życiorys
Urodził się na północy Norwegii w miejscowości Lindås, jako syn pastora Ragnvalda Gjessinga (1859–1927) i Regine Louise Waage Erichsen (1863–1912). Studiował medycynę na Uniwersytecie w Oslo od 1905 do 1913 roku. Od 1920 pracował w zakładzie psychiatrycznym Rönwik, od 1922 w szpitalu Dikemark koło Oslo, od 1929 do 1949 był dyrektorem tego szpitala. W 1926 roku wyjechał na półroczny staż w Trenton, w 1928 roku odbył podróż naukową po klinikach Danii, Szwecji, Niemiec i Węgier. W 1935 jeszcze raz zwiedzał kliniki psychiatryczne w Niemczech. W 1937 dzięki stypendium Fundacji Rockefellera pracował w Monachium, Frankfurcie, Londynie i Sheffield. W latach 1949/50 i 1953/54 jako visiting professor pracował w klinice psychiatrycznej Uniwersytetu w Toronto.
Jego uczniami byli m.in. Mogens Schou i Harald Frøshaug.
Uważany jest za pioniera psychiatrii biologicznej. Od 1932 do 1937 był przewodniczącym Norweskiego Towarzystwa Psychiatrycznego (Norsk psykiatrisk forening). Członek korespondent Royal College of Psychiatrists od 1938 roku.
Jego synem był psychiatra Leiv Rolfssøn Gjessing (1918–1996).

## Wybrane prace
- Nye retningslinjer i behandlingen av sindslidelser. Norsk Magazin for Lægevidenskaben 754-770 (1927)
- Er focalmefeotion en vesentlig aetiologisk factor ved de saakalte funktionelle sindslidelser [Is focal infection an essential etiological factor in so-called functional mental disorders]. Norsk Magazin for Lægevidenskaben ss. 832-845 (1927)
- Beiträge zur Kenntnis der Pathophysiologie des katatonen Stupors. I. Mitteilung. Über periodisch rezidivierenden katatonen Stupor, mit kritischem Beginn und Abschluß. Archiv für Psychiatrie und Nervenkrankheiten 96, ss. 319-391 (1932)
- Beiträge zur Kenntnis der Pathophysiologie des katatonen Stupors. II. Mitteilung. Über aperiodisch rezidivierend verlaufenden katatonen Stupor mit lytischem Beginn und Abschluß[8]. (1932)
- Über Ätiologie und Pathogenese der Schizophrenie: Einige prinzipielle Erwägungen[9]. (1933)
- Die Kautokeinolappen. Skrifter fra Institutt for sammenlignende kultur forskning (Monographie). Oslo 1934
- Beiträge zur Kenntnis der Pathophysiologie der katatonen Erregung. III. Mitteilung. Über periodisch rezidivierende katatone Erregung, mit kritischem Beginn und Abschluß. Archiv für Psychiatrie und Nervenkrankheiten 104, ss. 355—341 (1935)
- Beiträge zur Kenntnis der Pathophysiologie der periodisch-katatonen Zustände. IV. Mitteilung. Versuch einer Ausgleichung der Funktionsstörungen. Archiv für Psychiatrie und Nervenkrankheiten 109, ss.  525-595 (1939)
- Beiträge zur Somatologie der periodischen Katatonie[10][11] (1959)
- Some main trends in the clinical aspects of periodic catatonia.[12] (1961)
- Contribution to the Somatology of Periodic Catatonia. Pergamon Press, 1975.